# Stazione di Ghirla
Stazione di Ghirla vasútállomás Olaszországban, Lombardia régióban, Valganna településen.

## Vasútvonalak
Az állomást az alábbi vasútvonalak érintik:
- della Valganna-vasútvonal
- Ghirla - Ponte Tresa-vasútvonal

## Kapcsolódó állomások
A vasútállomáshoz az alábbi állomások vannak a legközelebb:
- Ganna-Bedero railway station
- Cunardo railway station
- Cugliate-Fabiasco railway station